# Zygaenosia fumosa
Zygaenosia fumosa är en fjärilsart som beskrevs av Rothschild och Jordan 1901. Zygaenosia fumosa ingår i släktet Zygaenosia och familjen björnspinnare. Inga underarter finns listade i Catalogue of Life.